# بطارية فوسفات الحديد والليثيوم

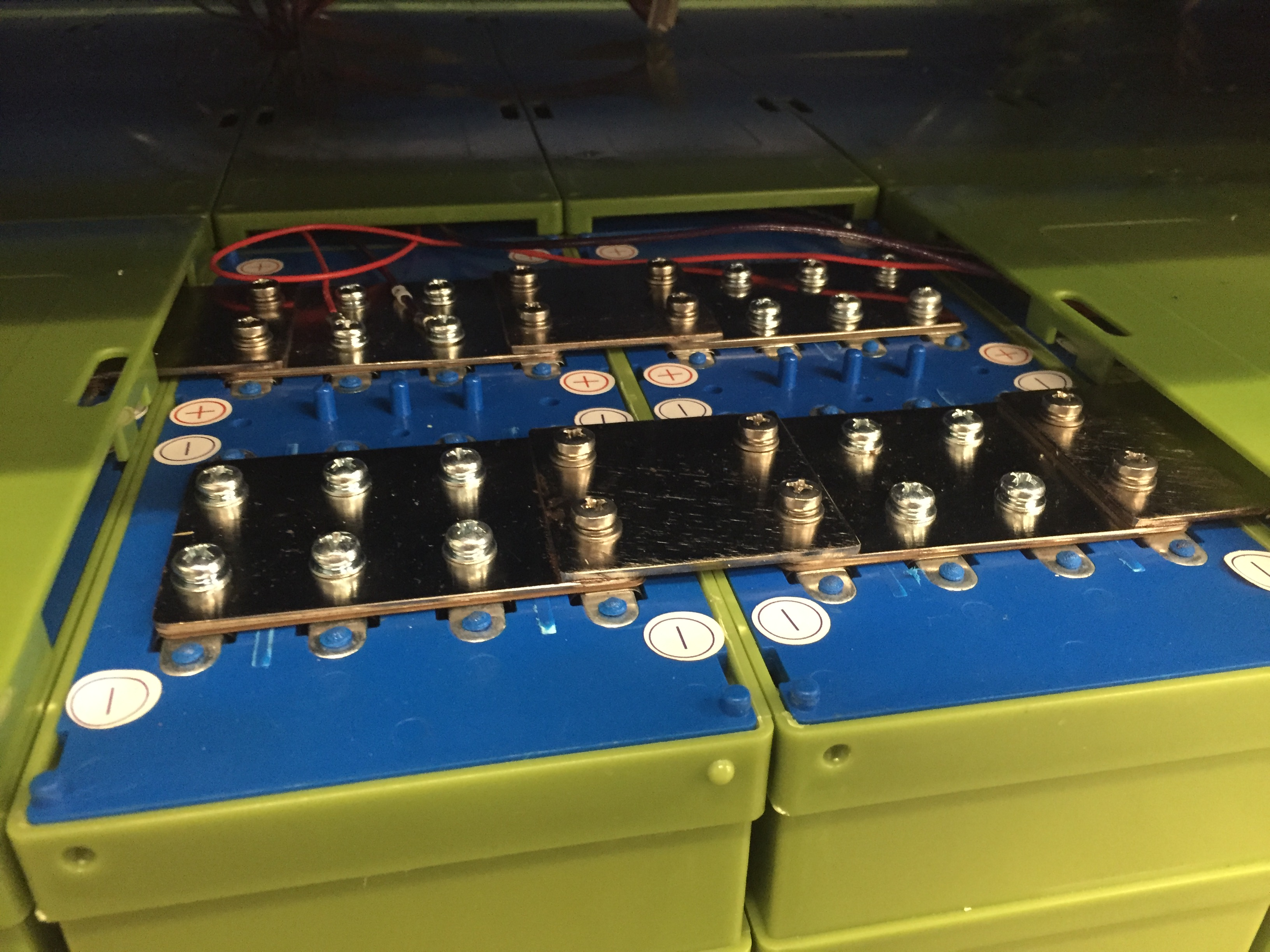
عدة خلايا فوسفات حديد الليثيوم LiFePO _{ 4 } مع 400 Ah لكل خلية متصلة في سلسلة و بالتوازي لإنشاء بطارية بقدرة 800 آه ، 52 فولت. السعة الإجمالية للبطارية 800 Ah × 52 V = 41.6 kWh.h.

بطارية فوسفات الحديد والليثيوم (والتي يرمز لها بطارية LFP من فيروفوسفات الليثيوم lithium ferrophosphate) عبارة عن بطارية قابلة لإعادة الشحن (خلية ثانوية) من نمط بطارية ليثيوم-أيون والتي تستخدم مركب فوسفات حديد-ليثيوم LiFePO4 كمهبط. على الرغم من أن لهذه البطاريات كثافة طاقة أقل من بطاريات أكسيد الليثيوم والكوبالت LiCoO2 شائعة الاستخدام، إلا أن عمرها أطول وأكثر أماناً، كما أن لها كثافة قدرة (معدل سحب الطاقة) أفضل. لهذه البطارية العديد من الاستخدامات في الحياة اليومية.
LiFePO4 هو معدن طبيعي من فصيلة الأوليفين، ووصف استخدامه لأول مرة كمسرى موجب في بطاريات الليثيوم القابلة للشحن من قبل مجموعة بحث جون غوديناف John Goodenough في جامعة تكساس عام 1996.

## المواصفات
تتميز بطارية (فوسفات حديد ليثيوم) بأنها منخفضة التكلفة، وغير سامة، مع توفر موادها الأولية في الأسواق، ولها ثبات حراري ممتاز، كما إن ميزات السلامة لها جيدة، والسعة النوعية كبيرة 170 ميلي أمبير ساعي لكل غرام mA·h/g، مما جعل الطلب عليها مرتفعاً في السوق.
إن كيمياء LFP توفر دورة حياة أطول وذلك بشكل أكبر من أي تطبيقات ليثيوم-أيون أخرى.
إن قيم التيار لبطاريات LiFePO4 أعلى من بطاريات LiCoO2. كما أن استخدام الفوسفات فيها يجنّب استخدام الكوبالت وذلك لكلفتهِ وضررهِ على البيئة، خصوصاً عندما تطرح البطاريات في النفايات بشكل غير ملائم.

## الاستخدامات

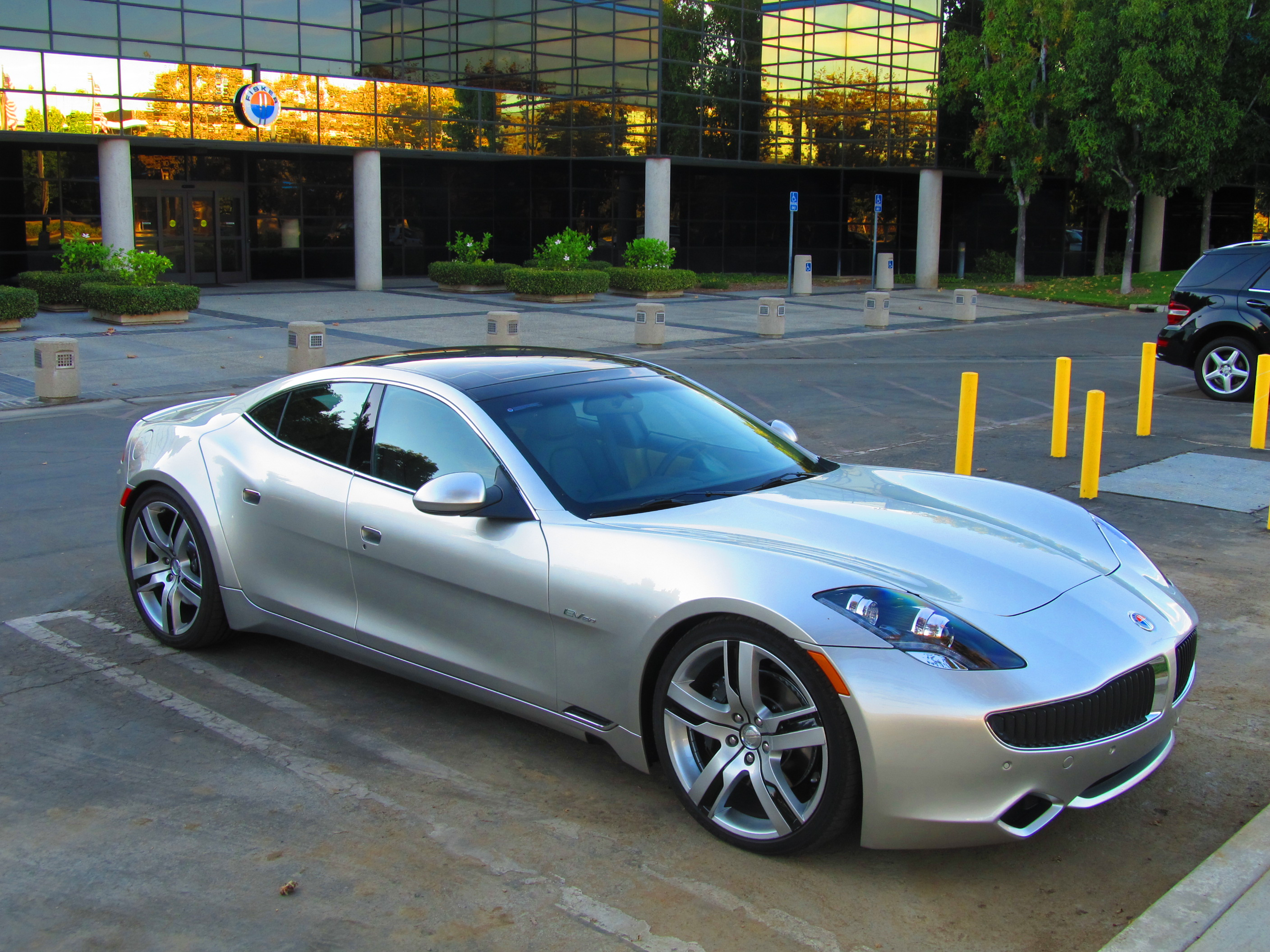
سيارة فيسكر كارما حاوية على بطارية (فوسفات حديد ليثيوم) لها قدرة 20 كيلوواط ساعي مطوّرة من شركة A123 Systems.

- إن هذا النوع من البطاريات يستخدم في مشروع محمول لكل طفل.[8]
- استخدمت هذه البطارية في السيارات الكهربائية المنتجة من قبل Aptera و QUICC.[9][10] كما أن أسرع دراجة نارية كهربائية KillaCycle لها بطارية من نوع فوسفات حديد-ليثيوم.[11]

## اقرأ أيضاً
- بطارية الليثيوم
- بطارية ليثيوم بوليمر